# UShip
uShip, Inc. — интернет- компания из Остина, штат Техас, управляющая uShip.com, интернет-рынком услуг доставки. Пользователи размещают максимально подробное объявление со своими потребностями, указывая в том числе и цену. После этого перевозчики на нужном маршруте получают уведомление, и при наличии интереса отвечают своими предложениями. Услуги uShip включают автомобильный транспорт, морские перевозки, услуги по переезду и транспортировку тяжелого промышленного оборудования.
Поставщики транспортных услуг на uShip размещают конкурирующие заявки на право перевозки груза клиента. Для некоторых категорий, включая катера, автомобили и сборные грузы, клиенты могут выбрать предварительную цену на транспортные услуги или ввести приемлемую цену для согласования с перевозчиком. Клиенты могут заказать доставку сразу по этим котировкам или дождаться аукционных ставок, аналогично функции eBay «купить сейчас».

## История
Генеральный директор и основатель Мэтью Чейзен разработал бизнес-план для uShip, когда учился на программе MBA в Школе бизнеса Маккомбса Техасского университета вместе с соучредителями Джеем Маникамом и Микки Миллсапом.
В 2004 году команда uShip участвовала в нескольких бизнес-соревнованиях, выиграв первый приз в Университете Северного Техаса и заняв второе место на инвестиционном конкурсе Venture Labs (ранее US MOOT Corp Competition) в 2004 году.
В 2005 году. uShip.com был запущен в США и получил финансирование от Benchmark Capital.
С 2012 по 2015 год uShip стал героем реалити-шоу, транслируемого A&E, известного как Shipping Wars, в котором рассказывается о группе независимых грузоотправителей, которые соревнуются за участие в торгах и доставку грузов через uShip.
Компания uShip разработала оценщик стоимости доставки, который позволяет оценить транспортные услуги на основе средневзвешенной стоимости аналогичных товаров, перевозимых на аналогичные расстояния на торговой площадке uShip.